# NGC 727
NGC 727 je galaksija u zviježđu Kemijska peć.

## Vanjske poveznice
- SEDS: NGC 727